# SK Slavia Praha
Az SK Slavia Praha a cseh labdarúgás egyik legismertebb és legsikeresebb klubja. Székhelye Prágában található. A csapat a cseh élvonalban szerepel. Legfőbb riválisa az AC Sparta Praha. A Slavia Praha a 13 csehszlovák, valamint 7 cseh bajnoki címe és számos hazai kupagyőzelme mellett 1938-ban megnyerte a közép-európai labdarúgókupát is. Legutóbbi nagy nemzetközi sikere volt a csapat elődöntőbe jutása az 1995–1996-os UEFA-kupában. A 2018-2019-es szezonban eljutottak az Európa Liga negyeddöntőjéig.

## Története
A klubot cseh egyetemisták kezdeményezésére alapították 1892-ben. A Slavia hamarosan jelentős szerepet játszott a sportág népszerűsítésében az Osztrák–Magyar Monarchia cseh tartományában és az európai kontinens egyik ismertebb csapatává vált. Az 1911-es amatőr Európa-bajnokságot megnyerő, az angol labdarúgó-válogatottat a döntőben 2:1-re legyőző cseh labdarúgó-válogatottban kilenc Slavia játékos szerepelt. A klubot az a ritka megtiszteltetés érte, hogy az Angol labdarúgó-szövetség tiszteletbeli tagjává választották.

## Elnevezések
- 1892 - SK ACOS Praha (Sportovní klub Akademický cyklistický odbor Slavia Praha)
- 1893 - SK Slavia Praha (Sportovní klub Slavia Praha)
- 1948 – Sokol Slavia Praha
- 1949 – ZSJ Dynamo Slavia Praha (Základní sportovní jednota Dynamo Slavia Praha)
- 1953 – DSO Dynamo Praha (Dobrovolná sportovní organizace Dynamo Praha)
- 1954 – TJ Dynamo Praha (Tělovýchovná jednota Dynamo Praha)
- 1965 – SK Slavia Praha (Sportovní klub Slavia Praha)
- 1973 – TJ Slavia Praha (Tělovýchovná jednota Slavia Praha)
- 1977 – TJ Slavia IPS Praha (Tělovýchovná jednota Slavia Inženýrské průmyslové stavby Praha)
- 1978 – SK Slavia IPS Praha (Sportovní klub Slavia Inženýrské průmyslové stavby Praha)
- 1991 – SK Slavia Praha (Sportovní klub Slavia Praha - fotbal, a.s.)

## Eredmények

### Nemzeti
- Csehszlovák első osztály
  -  Bajnok (13): 1925, 1928–29, 1929–30, 1930–31, 1932–33, 1933–34, 1934–35, 1936–37, 1939–40, 1940–41, 1941–42, 1942–43, 1946–47
  -  Ezüstérmes (11): 1925-26, 1927, 1927-28, 1931-32, 1935-36, 1937-38, 1938-39, 1943-44, 1945-46, 1947-48, 1992-93
  -  Bronzérmes (5): 1965-66, 1973-74, 1975-76, 1976-77, 1984-84

- Csehszlovák kupa
  -  Győztes (3): 1941, 1942, 1974

- Cseh bajnokság
  -  Bajnok (7): 1995-96, 2007-08, 2008-09, 2016-17, 2018-19, 2019-20, 2020-21
  -  Ezüstérmes (10): 1993-94, 1994-95, 1996-97, 1997-98, 1999-2000, 2000-01, 2002-03, 2004-05, 2006-07, 2017-18
  -  Bronzérmes (2): 1998-99, 2005-06

- Cseh kupa
  -  Győztes (7): 1997, 1999, 2002, 2018, 2019, 2021, 2023

### Nemzetközi
- Bajnokok Tornája
  -  Ezüstérmes (1): 1930

- UEFA-kupa
  - Elődöntős (1): 1996

## Jelenlegi keret
Frissítve: 2025. február 4.
| #  |     | Poszt | Név                   |
| -- | --- | ----- | --------------------- |
| 1  | CZE | K     | Ondřej Kolář          |
| 2  | CZE | V     | Štěpán Chaloupek      |
| 3  | CZE | V     | Tomáš Holeš           |
| 4  | CZE | V     | David Zima            |
| 5  | NGA | V     | Igoh Ogbu             |
| 6  | KEN | KP    | Timothy Ouma          |
| 9  | CZE | KP    | Vasil Kušej           |
| 10 | GRE | KP    | Krísztosz Zaférisz    |
| 12 | SEN | V     | El Hadji Malick Diouf |
| 13 | CZE | CS    | Mojmír Chytil         |
| 14 | CMR | CS    | Simion Michiez        |
| 16 | NGA | KP    | David Moses           |
| 17 | CZE | KP    | Lukáš Provod          |
| 18 | CZE | V     | Jan Bořil ()          |

| #  |     | Poszt | Név                  |
| -- | --- | ----- | -------------------- |
| 19 | LBR | KP    | Oscar Dorley         |
| 20 | GRE | KP    | Jánisz Fívosz Bótosz |
| 21 | CZE | KP    | David Douděra        |
| 22 | CZE | KP    | Lukáš Vorlický       |
| 25 | CZE | CS    | Tomáš Chorý          |
| 26 | CZE | CS    | Ivan Schranz         |
| 27 | CZE | V     | Tomáš Vlček          |
| 29 | LBR | KP    | Divine Teah          |
| 31 | CZE | K     | Antonín Kinský       |
| 32 | CZE | KP    | Ondřej Lingr         |
| 33 | CZE | V     | Ondřej Zmrzlý        |
| 36 | CZE | K     | Jindřich Staněk      |
| 46 | CZE | V     | Mikuláš Konečný      |
| 48 | CZE | V     | Dominik Pech         |

### Kölcsönben lévő játékosok
| # |     | Poszt | Név                                                |
| - | --- | ----- | -------------------------------------------------- |
|   | ROU | V     | Andres Dumitrescu (kölcsönben a Sepsitől)          |
|   | CZE | V     | Denis Halonský (kölcsönben a Slovan Liberec-től)   |
|   | CZE | V     | Filip Horský (kölcsönben a Teplicetől)             |
|   | CZE | V     | Albert Labík (kölcsönben a Teplicetől)             |
|   | SYR | V     | Aiham Ousou (kölcsönben a R. Charleroi-tól)        |
|   | CZE | V     | David Pech (kölcsönben a Dukla Praha-tól)          |
|   | NGA | V     | Muhamed Tijjani (kölcsönben a Plymouth Argyle-től) |

| # |     | Poszt | Név                                                    |
| - | --- | ----- | ------------------------------------------------------ |
|   | SVK | V     | Michal Tomić (kölcsönben a Bodø/Glint-től)             |
|   | GRE | KP    | Jánisz Fívosz Bótosz (kölcsönben a Karvinától)         |
|   | CZE | KP    | Adam Pudil (kölcsönben a Sellier & Bello Vlašim-től)   |
|   | CZE | KP    | Erik Biegion (kölcsönben a Sellier & Bello Vlašim-től) |
|   | CZE | CS    | Filip Horský (kölcsönben a Teplicetől)                 |
|   | CZE | CS    | Daniel Šmiga (kölcsönben a Zlaté Moravcetől)           |

## Vezetőedzők
| - John William Madden (1905–30) - Josef Štaplík (1930–33) - Konrád Kálmán (1933–35) - Jan Reichert (1935–38) - Emil Seifert (1939–46) - Josef Pojar (1946–47) - Viliam König (1947–48) - Jan Reichert (1949) (2x) - Viliam König (1950–51) (2x) - Emil Seifert (1952–53) (2x) - Josef Bican (1954–56) - Antonín Rýgr (1956–58) - Josef Forejt (1958) - Antonín Rýgr (1959) (2x) - Vlastimil Kopecký (1959) - Karel Finek (1959–60) - Josef Forejt (1960) (2x) - Antonín Rýgr (1960–63) (3x) - Karel Finek (1963–64) (2x) - František Ipser (1964–66) - Vratislav Fikejz (1966) - Mirko Paráček (1966) | - František Havránek (1966–68) - Jiří Nedvídek (1968–69) - Josef Forejt (1969–70) (3x) - Antonín Rýgr (1970–72) (4x) - Miroslav Linhart (1972) - Rudolf Vytlačil (1973) - Jaroslav Jareš (1973–79) - Bohumil Musil (1979–80) - Josef Bouška (1981) - Miroslav Starý (1981) - Milan Máčala (1982–84) - Jaroslav Jareš (1984–86) (2x) - Vlastimil Petržela (1986–87) - Tomáš Pospíchal (1987–88) - Ivan Kopecký (1988–89) - Vlastimil Petržela (1990–92) (2x) - Jozef Jarabinský (1992–93) - Jindřich Dejmal (1993–94) - Miroslav Beránek (1994–95) - František Cipro (1995–97) - Pavel Tobiáš (1997–98) - Petr Rada (1998) | - Jaroslav Hřebík (1998–99) - František Cipro (1999–00) (2x) - Karel Jarolím (2000–01) - Josef Pešice (2001) - Miroslav Beránek (2001–03) (2x) - Josef Csaplár (2004–05) - Karel Jarolím (2005–10) (2x) - František Cipro (2010) - Karel Jarolím (2010) (3x) - Michal Petrouš (2010–2011) - František Straka (2011–2012) - Martin Poustka (2012) - Petr Rada (2012–2013) - Michal Petrouš (2013) - Miroslav Koubek (2013–2014) - Alex Pastoor (2014) - Miroslav Beránek (2014–2015) - Dušan Uhrin Jr. (2015–2016) - Jaroslav Šilhavý (2016–2017) - Jindřich Trpišovský (2017–) |

## Külső hivatkozások
- A Sinobo Stadion a Slavia honlapján
- A Slavia az UEFA honlapján